# Avedik Félix
Avedik Félix/Avedik Bódog (Ávédik Félix) (Erzsébetváros, 1888. június 15. – Budapest, 1949. december 22.) magyar festőművész, törvényszéki bíró, újságíró, lapszerkesztő, járásbírósági elnök, jogász, történész, armenista. Felesége felvinci Takács Alice hegedűművész volt.
A lélek formálja a bírót és az igazság keresés, mint lelki megnyilatkozás képezi bírói hivatásunk magasztosságát.

## Életpályája
Az erdélyi örmény Avedik család leszármazottja. Szülei: Avedik Simon és Persián Szidónia voltak. 1910-ben a Budapesti Tudományegyetemen jogtudományi doktori diplomát szerzett. Ezután Szablya-Frischauf Ferenc szabadiskolájában, majd Berlinben és Párizsban festészetet tanult. 1912–1915 között a Kincstári Jogügyek budapesti Igazgatóságának segédfogalmazója volt. 1915–1917 között az I. világháborúban, mint főhadnagy-hadbíró szolgált. 1917–1918 között Rózsahegyen járásbíró volt. 1918–1920 között, valamint 1921–1926 között a budapesti központi járásbíróság bírája volt. Közben 1920–1921 között a Kúrián a Sajtótanács jegyzőjeként tevékenykedett. 1926–1929 között a budapesti büntetőtörvényszék bírája, Töreky Géza sajtótanácsában szavazó- és tanácsvezető bíró volt. 1929–1939 között a budapesti büntető járásbíróság elnöke volt. 1939–1945 között a budapesti büntetőtörvényszék másodelnöke volt. 1946–1949 között Budapesten ügyvédként tevékenykedett. 
Szerkesztette a Jogi Hírlap című folyóirat Büntetőjogi Döntvénytárát (I–V.). Több tanulmánya jelent meg a magyarországi örmények történetéről.
Sírja a Farkasréti temetőben található (35-14-3).

## Művei
- A magyar örménység múltja és történeti jelentősége (Budapest, 1920)
- Az örmények (Herrmann Antallal és Hovhannesian Eghiával; Budapest, 1921)
- Az örmény nép múltja és jelene (Alexa Ferenccel, Budapest, 1922)
- Büntetőjog. I–III. (Budapest, 1931–1937)
- A büntetőbíráskodás (Budapest, 1938)
- A mozi és közönsége (Budapest, 1942)[10]
- A fiatalkorúak nevelése és az igazságügyi hatóságok (Budapest, 1943)